# Agapetes refracta
Agapetes refracta är en ljungväxtart som beskrevs av Airy Shaw. Agapetes refracta ingår i släktet Agapetes och familjen ljungväxter. Inga underarter finns listade i Catalogue of Life.